# Uggdal
Uggdal (eller Uggdalseidet) är en tidigare tätort som utgör centralort i Tysnes kommun i Vestland fylke i västra Norge. Orten ligger på västra sidan av ön Tysnesøya, där Reiseelva mynnar ut i havet. I Uggdal finns kommunhus, vårdcentral, polis och brandkår. Fylkesväg 549 går igenom orten.
Det äldsta belägget för namnet är från 1288, då Vpdal nämns. Är 1330 omnämndes orten som Uppdale. Namnet Opdal nämns första gången 1519.

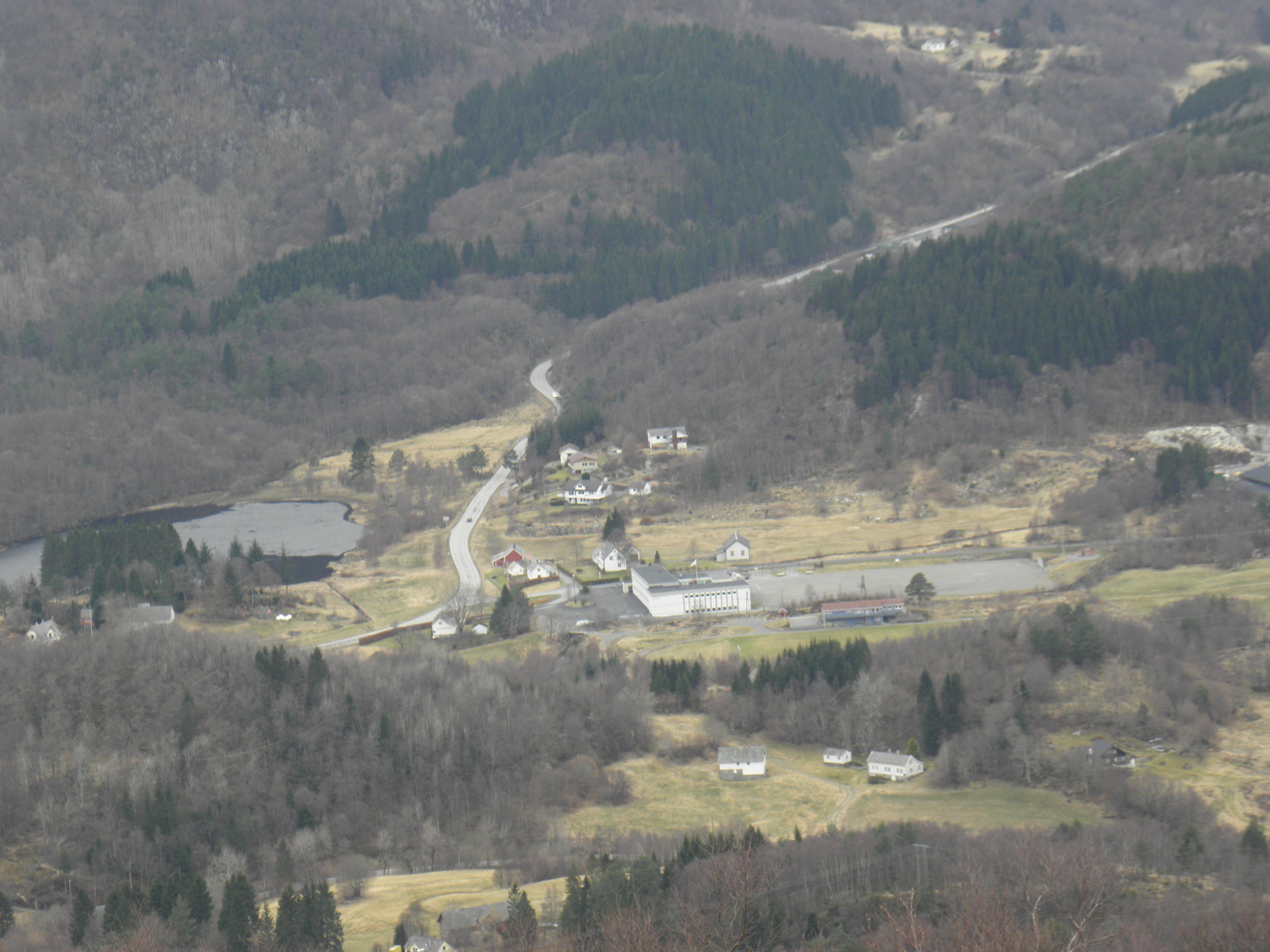
Uggdals skola.